# Bas Dost
Bas Dost (Deventer, 31 de maio de 1989) é um futebolista neerlandês que atua como centroavante. Atualmente, joga no NEC Nijmegen.

## Carreira

### Heerenveen
Atuando pelo Heerenveen, ganhou destaque europeu na temporada 2010–11 após ser artilheiro da Eredivisie, com 31 golos em 32 jogos. As suas boas atuações o fizeram ser convocado para a Seleção Holandesa.

### Wolfsburg
No início da temporada 2016–17, foi comprado pelo Sporting por 10 milhões de euros, e transformou-se, rapidamente, num dos candidatos à Bota De Ouro dessa temporada. No total marcou 34 golos, tornando-se, de longe, o melhor marcador da liga.

### Sporting
No início da temporada 2016–17, foi comprado pelo Sporting por 10 milhões de euros, e transformou-se, rapidamente, num dos candidatos à Bota De Ouro dessa temporada. No total marcou 34 golos, tornando-se, de longe, o melhor marcador da liga.

### Eintracht Frankfurt
No início da temporada 2019–20, foi comprado pelo Eintracht Frankfurt por 7 milhões de euros, onde fez 30 jogos e 10 golos.

### Club Brugge
No início da temporada 2020–21, foi comprado pelo Club Brugge por 4 milhões de euros.

### Utrecht
Dost foi anunciado pelo Utrecht em 1 de julho de 2022.

### Seleção Neerlandesa
Ao serviço da seleção neerlandesa, fez 18 jogos e marcou 1 golo. Desisitu da seleção em 2018, aos 28 anos.

## Títulos
Wolfsburg
- Copa da Alemanha: 2014–15
- Supercopa da Alemanha: 2015

Sporting
- Taça da Liga: 2017–18, 2018–19
- Taça de Portugal: 2018–19

### Individual
- Bola de Prata: 2016–17

### Artilharias
- Melhor marcador da Eredivisie: 2011–12 (32 gols)
- Melhor marcador da Copa dos Países Baixos: 2011–12 (6 gols)
- Melhor marcador do Campeonato Português: 2016–17 (34 gols)